# Боднар Олександр Іванович
Олекса́ндр Іва́нович Бо́днар (нар. 21 липня 1991, Севастополь) — український актор. Став відомим у телесеріалі «Слід» та «К.О.Д.».

## Біографія
Олександр Боднар народився 21 липня 1993 року в Севастополі, Україна. У дитинстві мріяв стати актором.
Першу свою роль зіграв у 6 класі. Після 9 класу хотів вступати у театральне училище, але його батьки були категорично проти, вони хотіли, щоб він був інженером, тож згодом він вступив до технікуму.
Проте його мрія стати актором нікуди не поділася. У 2011 році він невдало вступав у театральне училище, але у 2012 році йому вдалося вступити, згодом Олександр активно відвідував кастинги.
Свою акторську діяльність розпочав у 2015 році.
У 2020 році його запросили зніматися у телесеріалі «Слід», де він познайомився з Антоніною Хижняк, що виконує роль його напарниці в ОСА (Особлива слідча агенція), в них почалися стосунки, пізніше вони почали зустрічатися.
За свою акторську кар'єру Олександр Боднар знявся у понад 30 проєктах.

## Фільмографія
- 2015 — Відділ 44
- 2017 — Зустрічна смуга
- 2017 — Обручка з рубіном
- 2017 — Нюхач — 3
- 2017 — Здамо будиночок біля моря
- 2017 — Післясмак (основна роль)
- 2018 — Виходьте без дзвінка
- 2018 — За законами воєнного часу — 2
- 2018 — Помічниця
- 2018 — За правом любові
- 2018 — Прислуга
- 2018 — Процес (основна роль)
- 2019 — Капітанша — 2
- 2019 — Готель «Купідон»
- 2019 — Подорожники
- 2019 — По різних берегах
- 2019 — Схованки
- 2019 — Та, що бачить завтра
- 2019 — Я все тобі доведу
- 2019 — Таємниці
- 2019 — Тайсон
- 2019 — Годинник із зозулею
- 2019 — Сидорéнки-Сидóренки
- 2019 — Перші ластівки
- 2020 — Асистентка
- 2020 — Жіночі секрети
- 2020 — Пацюків
- 2020 — Мавки
- 2020–2023 — Слід (основна роль)
- 2021 — Вірити
- 2021 — Ми (основна роль)